# فريد كافاي
فريد كافاي (بالفرنسية: Fred Cavayé)‏ (و. 1967  م) هو مخرج أفلام، وكاتب سيناريو، ومصور فرنسي، ولد في رين.

## وصلات خارجية
- فريد كافاي على موقع IMDb (الإنجليزية)
- فريد كافاي على موقع ألو سيني (الفرنسية)
- فريد كافاي على موقع أول موفي (الإنجليزية)
- فريد كافاي على موقع قاعدة بيانات الأفلام السويدية (السويدية)
- فريد كافاي على موقع قاعدة بيانات الفيلم (الإنجليزية)
- فريد كافاي على موقع كينوبويسك (الروسية)